# ZooBank
ZooBank är en öppet tillgänglig webbplats avsedd att vara International Commission on Zoological Nomenclatures (ICZN) officiella register över den zoologiska nomenklaturen. Alla nomenklaturpåverkande dokument (t.ex. publikationer som skapar eller ändrar ett taxonomiskt namn) skall registreras hos ZooBank för att vara "officiellt" erkänt av ICZN Code of Nomenclature.
Life Science Identifiers (LSID:s) används som globalt unika benämningar för ZooBanks registersposter.
ZooBanks startversion grundades med data från Index to Organism Names, som sammanställts från den vetenskapliga litteraturen i Zoological Record nu ägd av Thomson Reuters.

## Historik
ZooBank föreslogs officiellt 2005 av ICZN:s verkställande sekreterare.  Registret startades den 10 augusti 2006 med 1,5 miljoner arter inlagda. 
De första ZooBank LSID:s utfärdades den 1 januari 2008, exakt 250 år efter den 1 januari 1758, tidpunkten som definieras av ICZN-koden som den officiella starten för vetenskaplig zoologisk nomenklatur. Chromis abyssus var den första arten som lades in i ZooBank-systemet, tidsstämplat 2008-01-01T00: 00: 02.  

## Innehåll
Fyra huvudtyper av dataobjekt lagras i ZooBank: 
- Nomenklaturhandlingar, styrda av ICZN:s nomenklaturkod, som vanligtvis är "ursprungliga beskrivningar" av nya vetenskapliga namn, medan andra handlingar, såsom korrigeringar och typangivelser styrs av ICZN-koden och tekniskt kräver registrering av ZooBank.
- Publikationer, såsom tidskriftsartiklar och andra publikationer som innehåller nomenklaturdokument.
- Författare, omfattande akademiska författarskap av nomenklaturdokument.
- Typarter, som registrerar biologiska typexemplar av djur, som är preliminärt registrerade tills de organ som ansvarar för aktuella typer uppdaterat sina egna register.

Förutom dessa är också tidskrifter, som har publicerat artiklar, registrerade enheter inom systemet, vilket ger tillgång till en förteckning över "nomenklaturdokument" publicerade i tidskriften över tiden.

## Elektroniska publikationer
Traditionellt har taxonomiska uppgifter publicerats i tidskrifter eller böcker. Men med ökningen av elektroniska publikationer, etablerade ICZN nya regler som inkluderar e-publikationer, speciellt enbart elektroniskt publicerade. Sådana publikationer styrs nu genom ändringar av ICZN-artiklarna 8, 9, 10, 21 och 78. Tekniskt sett redovisas inte nomenklaturhandlingar som publiceras i endast elektroniska publikationer, och betraktas som "icke-befintliga om de inte har registrerats hos ZooBank, ". 